# Manjacaze
Manjacaze (aussi Mandlacaze, Mandlakazi ou Mandlha) est une ville du Mozambique (province de Gaza), siège du district de même nom.